# Летона (Арканзас)
Летона (англ. Letona) — місто (англ. town) в США, в окрузі Вайт штату Арканзас. Населення — 240 осіб (2020).

## Географія
Летона розташована на висоті 87 метрів над рівнем моря за координатами 35°21′49″ пн. ш. 91°49′46″ зх. д. / 35.36361° пн. ш. 91.82944° зх. д. (35.363567, -91.829459).  За даними Бюро перепису населення США в 2010 році місто мало площу 1,00 км², уся площа — суходіл.

## Демографія
Згідно з переписом 2010 року, у місті мешкало 255 осіб у 105 домогосподарствах у складі 63 родин. Густота населення становила 255 осіб/км².  Було 124 помешкання (124/км²). 
Расовий склад населення:
| - 93,7 % — білих - 2,0 % — корінних американців - 1,6 % — чорних або афроамериканців |

До двох чи більше рас належало 2,4 %. Іспаномовні складали 1,6 % від усіх жителів.
За віковим діапазоном населення розподілялося таким чином: 25,5 % — особи молодші 18 років, 59,2 % — особи у віці 18—64 років, 15,3 % — особи у віці 65 років та старші. Медіана віку мешканця становила 39,6 року. На 100 осіб жіночої статі у місті припадало 116,1 чоловіків;  на 100 жінок у віці від 18 років та старших — 108,8 чоловіків також старших 18 років.
Середній дохід на одне домашнє господарство  становив 39 765 доларів США (медіана — 32 250), а середній дохід на одну сім'ю — 48 135 доларів (медіана — 52 955). За межею бідності перебувало 15,9 % осіб, у тому числі 17,3 % дітей у віці до 18 років та 0,0 % осіб у віці 65 років та старших.
Цивільне працевлаштоване населення становило 117 осіб. Основні галузі зайнятості: освіта, охорона здоров'я та соціальна допомога — 31,6 %, виробництво — 17,9 %, будівництво — 12,8 %.
За даними перепису населення 2000 року в Летоні проживало 201 особи, 56 сімей, налічувалося 80 домашніх господарств і 91 житловий будинок. Середня густота населення становила близько 201 осіб на один квадратний кілометр. Расовий склад Летони за даними перепису розподілився таким чином: 96,02 % білих, 1,00 % — корінних американців, 2,99 % — представників змішаних рас.
Іспаномовні склали 0,50 % від усіх жителів міста.
З 80 домашніх господарств в 30,0 % — виховували дітей віком до 18 років, 61,3 % представляли собою подружні пари, які спільно проживали, в 6,3 % сімей жінки проживали без чоловіків, 30,0 % не мали сімей. 23,8 % від загального числа сімей на момент перепису жили самостійно, при цьому 16,3 % склали самотні літні люди у віці 65 років та старше. Середній розмір домашнього господарства склав 2,51 особи, а середній розмір родини — 3,07 особи.
Населення міста за віковою діапазону за даними перепису 2000 року розподілилося таким чином: 21,4 % — жителі молодше 18 років, 10,0 % — між 18 і 24 роками, 23,4 % — від 25 до 44 років, 23,9 % — від 45 до 64 років і 21,4 % — у віці 65 років та старше. Середній вік мешканця склав 43 роки. На кожні 100 жінок в Летоні припадало 84,4 чоловіків, у віці від 18 років та старше — 90,4 чоловіків також старше 18 років.
Середній дохід на одне домашнє господарство в місті склав 21 875 доларів США, а середній дохід на одну сім'ю — 27 500 доларів. При цьому чоловіки мали середній дохід в 22 292 долара США на рік проти 15 208 доларів середньорічного доходу у жінок. Дохід на душу населення в місті склав 12 303 долари на рік. 11,1 % від усього числа сімей в окрузі і 17,2 % від усієї чисельності населення перебувало на момент перепису населення за межею бідності, при цьому з них були молодші 18 років і 8,9 % — у віці 65 років та старше.